# Fresno de Sayago
Fresno de Sayago é um município da Espanha na província de Zamora, comunidade autónoma de Castela e Leão, de área 64,63 km² com população de 241 habitantes (2007) e densidade populacional de 3,68 hab/km².

## Demografia
| Variação demográfica do município entre 1991 e 2004 | Variação demográfica do município entre 1991 e 2004 | Variação demográfica do município entre 1991 e 2004 | Variação demográfica do município entre 1991 e 2004 |
| --------------------------------------------------- | --------------------------------------------------- | --------------------------------------------------- | --------------------------------------------------- |
| 1991                                                | 1996                                                | 2001                                                | 2004                                                |
| 362                                                 | 299                                                 | 250                                                 | 238                                                 |